# 明日、キミと
『明日、キミと』（あす、きみと、朝: 내일 그대와）は、韓国のテレビドラマ。2017年にtvNで放送された。主演はシン・ミナ、イ・ジェフン。

## あらすじ
かつて子役として一世を風靡したソン・マリン（シン・ミナ）は引退して大人になった現在もパパラッチから狙われ、落ちぶれた元人気子役としてネットで隠し撮り画像を晒される日々を送っていた。ある日、マリンは地下鉄に乗っていたところ、ユ・ソジュン（イ・ジェフン）という知らない男性に盗撮されたと勘違いし、次の停車駅で降り口論となる。そのとき、2人が乗っていた電車が発車直後に事故を起こし目の前で大爆発。電車から下車していたことにより2人は死を免れた。その7年後、マリンは道を歩いてたところ、見知らぬ男性にしつこく声を掛けられ交通事故に遭いそうになったところを助けられる。その男性こそマリンは覚えていないが7年前に地下鉄で一緒になったユ・ソジュンだった。ソジュンは7年前の事故で一緒に電車に乗っていた両親を亡くし、49日の供養で訪れたトンネルでタイムトラベルを経験。タイムトラベラーとなり未来を知る事が出来るようになったソジュンは自分の運命にマリンが関わっている事を知り彼女に近付くようになる。

## 登場人物

### 主要人物
ソン・マリン
演 - シン・ミナ
売れない女性カメラマン。幼少時代に子役として活動しバプスンという役名で人気を博すが、引退してもなおバプスンとして世間の人々から顔を知られ、噂の絶えない生きづらい日々を送っている。
ユン・ソジュン
演 - イ・ジェフン
7年前の事故をきっかけにタイムトラベラーとなり、その後不動産投資会社マイリッツの社長となる。3年後の自分の生死にマリンが関わっている事を知り彼女に近付くが、それによりマリンと結婚する運命となる。

### ソン・マリンの周辺人物
イ・ゴンスク
演 - キム・イェウォン
マリンの高校時代の友人。玉の輿を目論みマイリッツの常務であるヨンジンと結婚するが、マリンがヨンジンの上司で社長のソジュンと結婚する事となり腹を立てる。
オ・ソリ
演 - イ・ボンリョン
マリンの高校の同級生で親友。ピアノ教室を経営している。
チャ・ブシム
演 - イ・ジョンウン
マリンの母。親のエゴでマリンを幼い頃から子役として活動させていた。夫とは早くに離婚。欲深い性格でマリンの事を振り回している。

### ユン・ソジュンの周辺人物
カン・ギドゥン
演 - カン・ギドゥン
ソジュンの幼馴染で親友。ソジュンがタイムトラベラーであることを唯一知っている身近な人物。
シン・セヨン
演 - パク・ジュヒ
ソジュンとギドゥンの幼馴染。ソジュンに好意を寄せており昔から彼の事は何でも知っていたが、社長になってからのソジュンが秘密を抱えるようになり不思議に思っている。
キム・ヨンジン
演 - ペク・ヒョンジン
マイリッツの常務。ゴンスクの夫。突如現れ社長にまでのし上がった謎多きソジュンを目障りに感じている。
ファン秘書
演 - チェ・ドンヒョン
ヨンジンの秘書。ゴンスクに雑用係としてこき使われている。

### その他
ドゥシク
演 - チョ・ハンチョル
謎のタイムトラベラー。ソジュンに近付き助言をしてくれる不思議なおじさん。

## 視聴率
| 2017年 | 2017年  | 2017年    | 2017年     |
| 回送   | 放送日  | AGB視聴率 | TNmS視聴率 |
| ------ | ------- | --------- | ---------- |
| 第1回  | 2月3日  | 3.857％   | 3.9％      |
| 第2回  | 2月4日  | 3.085％   | 3.1％      |
| 第3回  | 2月10日 | 2.701％   | 3.2％      |
| 第4回  | 2月11日 | 2.148％   | 3.0％      |
| 第5回  | 2月17日 | 2.034％   | 2.4％      |
| 第6回  | 2月18日 | 1.568％   | 1.9％      |
| 第7回  | 2月24日 | 1.635％   | 1.8％      |
| 第8回  | 2月25日 | 1.122％   | 1.5％      |
| 第9回  | 3月3日  | 1.158％   | 1.6％      |
| 第10回 | 3月4日  | 1.518％   | 1.8％      |
| 第11回 | 3月10日 | 0.868％   | 1.3％      |
| 第12回 | 3月11日 | 1.081％   | 1.5％      |
| 第13回 | 3月17日 | 1.022％   | 1.3％      |
| 第14回 | 3月18日 | 1.094％   | 1.5％      |
| 第15回 | 3月24日 | 0.943％   | 1.5％      |
| 第16回 | 3月25日 | 1.822％   | 2.4％      |